# マキシム・ウェイガン
マキシム・ウェイガン（Maxime Weygand, 1867年1月21日 - 1965年1月28日）は、フランスの軍人。

## 生涯
ベルギーのブリュッセルで非嫡出子として生まれ、実母より世話を頼まれたとされる未亡人の看護師ヴィルジニー・セージットによって育てられた。6歳の時、ベルギー国王レオポルド2世の友人だった裕福なユダヤ商人ダヴィッド・デ・レオン・コーヘンを後見人として、フランスのマルセイユで育った。
ヴァンヴのリセ・ミシュレ (fr)、マルセイユのリセ・ティエール、パリのリセ・ルイ＝ル＝グラン、リセ・アンリ＝キャトルなど数校を経て、1885年に外国籍のままマキシム・ド・ニマルの名前でサン・シール陸軍士官学校へ入学し、安南にて訓練を受ける。1887年、序列20位で卒業してソミュア騎兵学校に進学。翌年、少尉に任官して第4竜騎兵連隊附きとなる。なお、1888年10月18日にコーヘンの部下の会計士フランソワ＝ジョセフ・ウェイガンと養子縁組してフランスに帰化した。

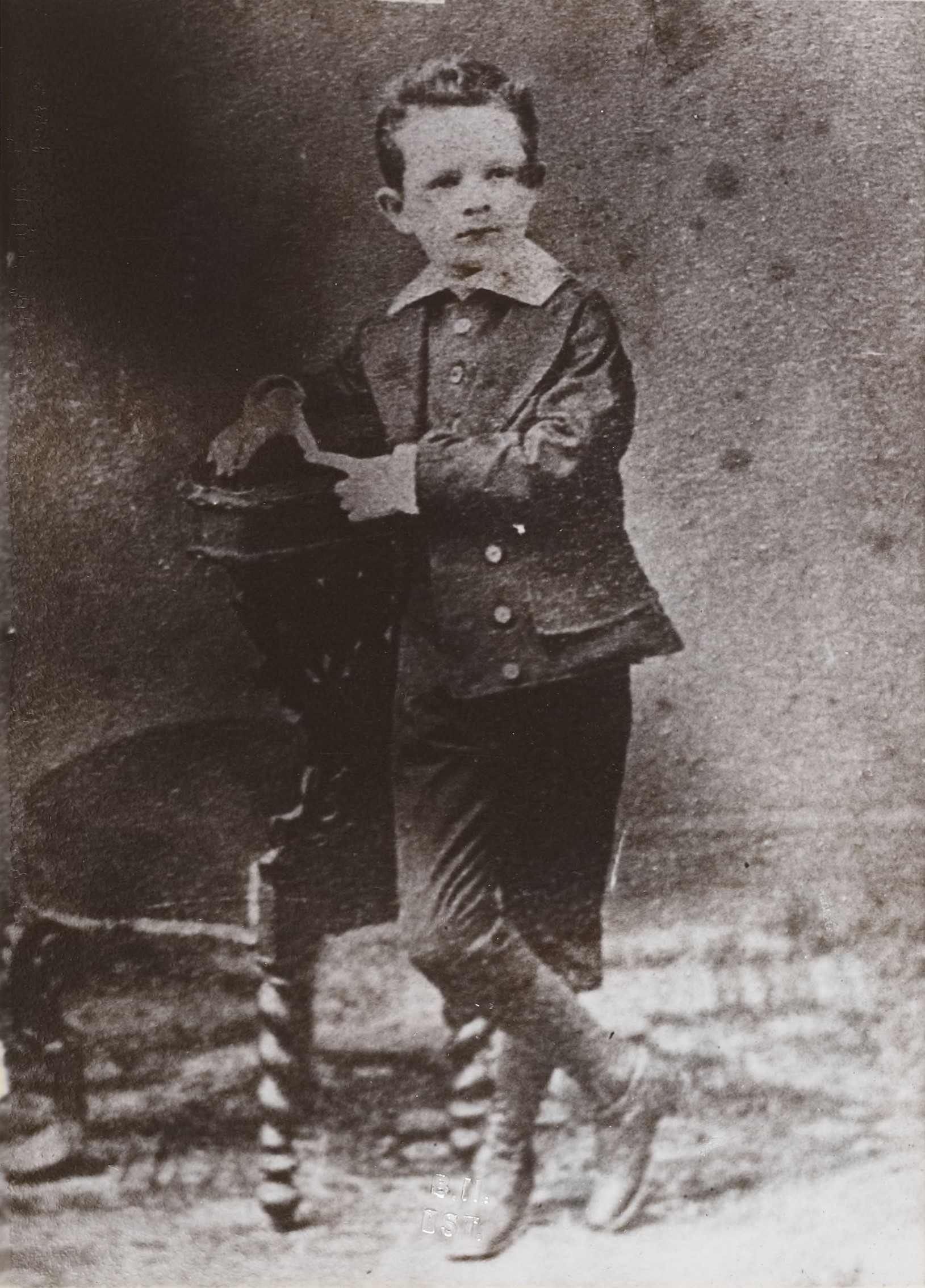
幼少期のウェイガン(1870年代)

大尉昇進後、参謀学校への道を選ばず、騎兵学校教官となる。フランス世論で大きな論争となったドレフュス事件では急進的な反ドレフュス派の立場をとり、1898年には彼の対独通牒の証拠捏造に関与したとして逮捕されて獄中で自殺したユベール＝ジョセフ・アンリ中佐の遺族を支援している。しかしこの行為は戦争省より政治献金とみなされ、4日間の禁錮処分を受けた。のちの対独協力容疑を除けば、これはマキシムが唯一受けた刑罰であった。

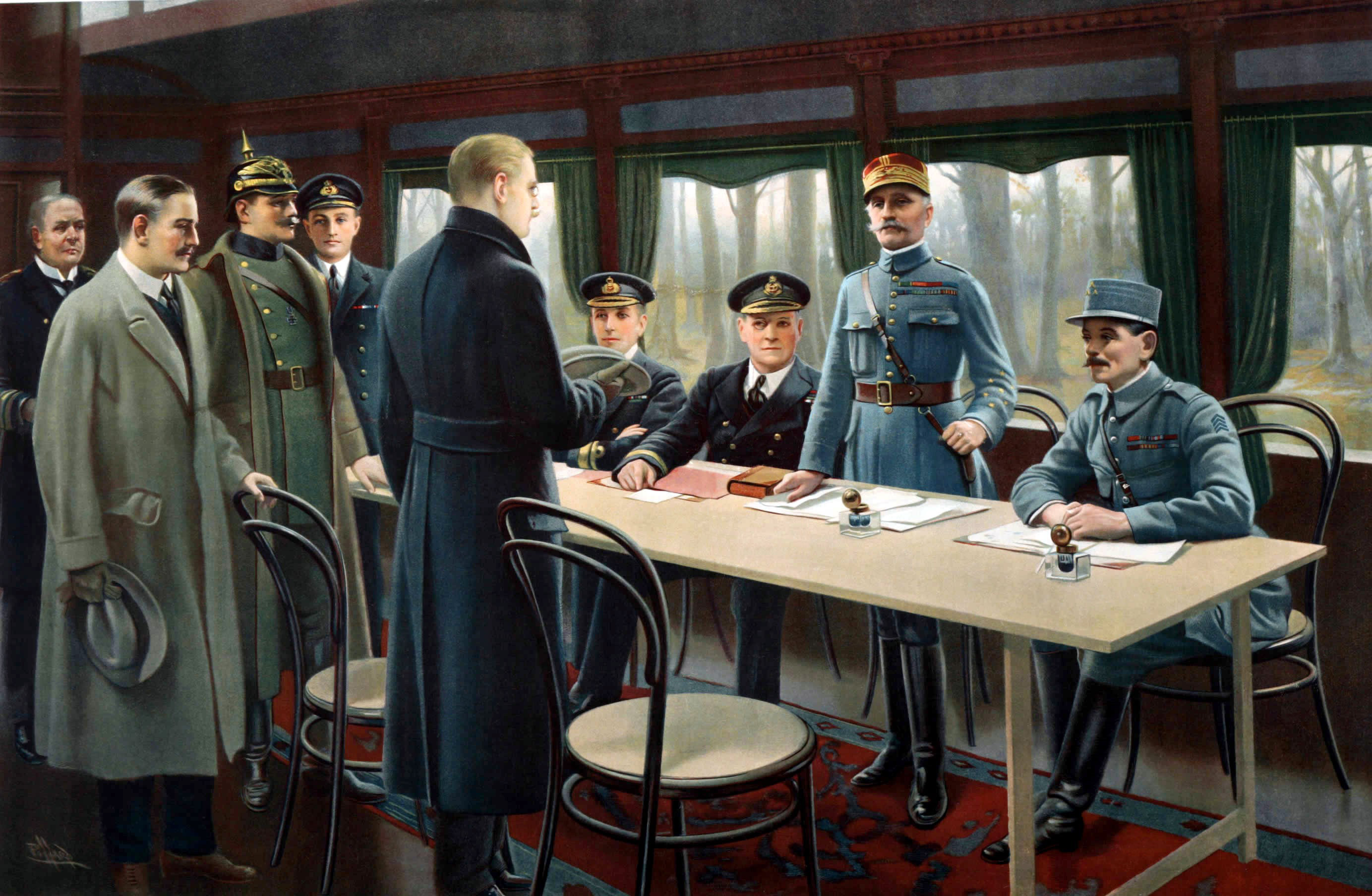
モーリス・ピヤール・ベルヌーイによる休戦協定締結の場の絵画。
テーブルについている連合国側の人物は左から、イギリスの海軍軍人ジョージ・ホープ少将、 第一海軍卿ロスリン・ウェミス大将、次にフランスの二人の軍人、立っている人物が連合国側首席全権フェルディナン・フォッシュ元帥、続いてマキシム・ウェイガン少将

第一次世界大戦において、フェルディナン・フォッシュ元帥の参謀長として偉功をたてた。
1920年、ロシア赤軍の反攻にさらされたポーランドに軍事顧問として派遣され、同国の危機を救った（ポーランド・ソビエト戦争）。1923年にシリア高等弁務官となる。

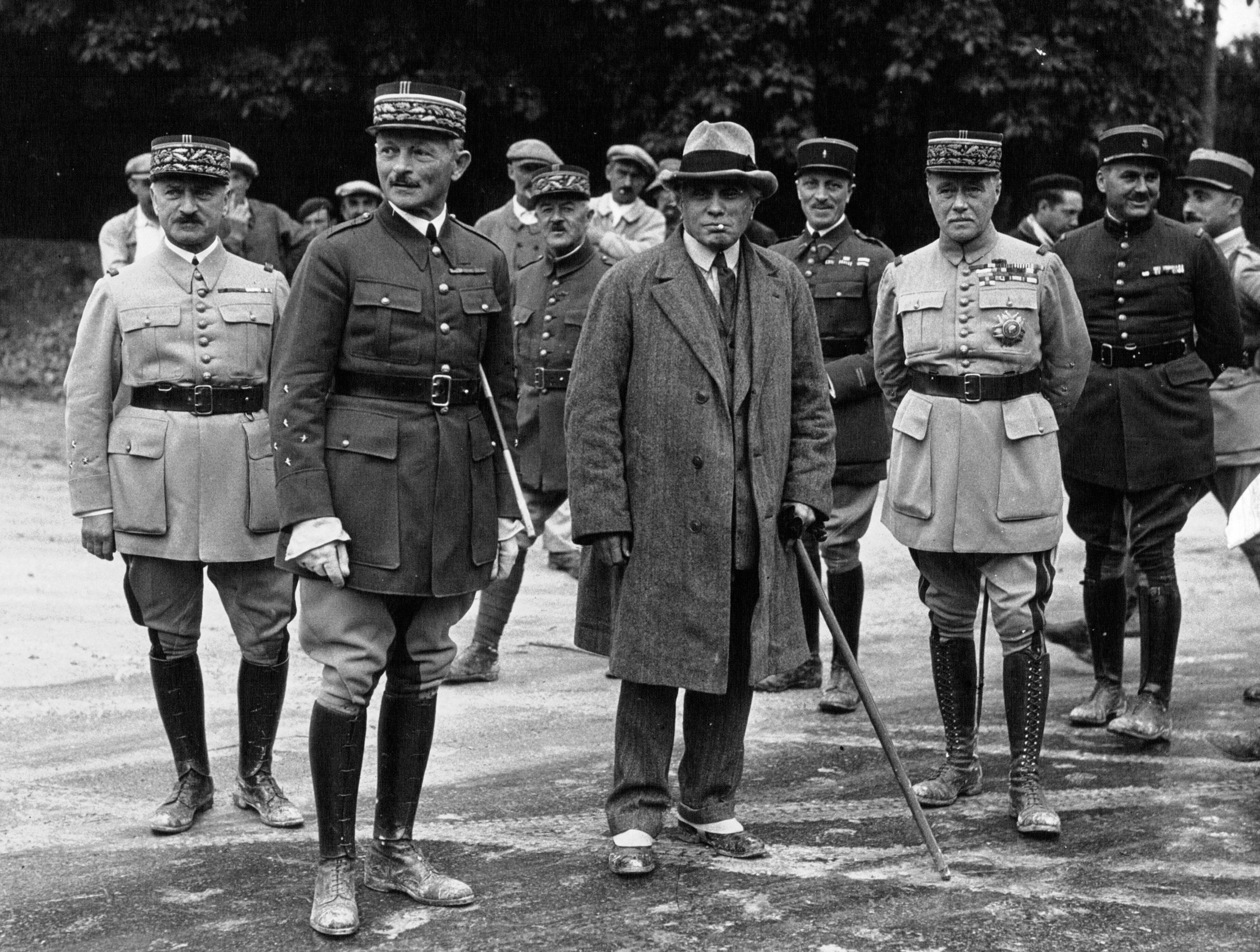
マキシム・ウェイガン(1932年)

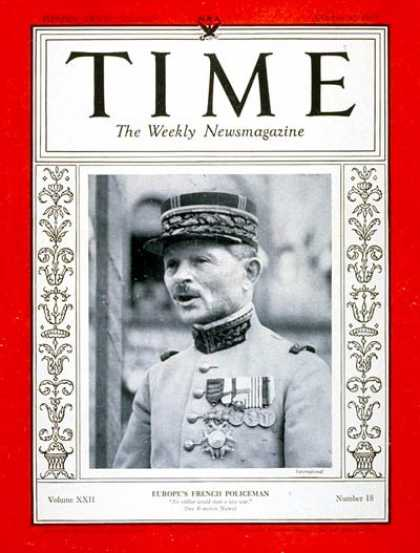
1933年のタイム誌表紙のマキシム・ウェイガン

帰国後の1930年に陸軍参謀総長、翌1931年には陸軍最高司令官に就任した。陸軍を近代化して軍事力を向上させようと真摯に努力したが、保守主義者で人の神経を逆なでする性格だったため、左派の政治家と協調できず副官のモーリス・ガムランとも不仲になった。1935年の退役後はスエズ運河の管理職ポストについた。
1939年の第二次世界大戦勃発とともに中近東軍総司令官に復帰。1940年5月、敗色の濃い中で連合軍総司令官に就任したが、ドイツとの休戦を主張し、同年フィリップ・ペタン対独協力政府の国防相、ついで1941年7月16日にフランス軍北アフリカ駐留軍総司令官兼アルジェリア総督となった。シャルル・ド・ゴールにもドイツにも協力を拒んだため、1942年からオーストリアのイッター城に抑留され、1945年のイッター城の戦いを経てアメリカ軍に救助された。戦後は対独協力の容疑をかけられたが、1948年に無罪となった。その後は、多くの問題を取り上げた書籍や記事を発表した。
1965年、98歳の長寿で亡くなる。1931年以来のアカデミー・フランセーズ会員で、「フランス陸軍史」「回顧録」などの著書があった。

## 出自
彼の出自については現在に至るまで仏白両国の歴史家たちが様々な学説を立てている。例えば、フランスのシャルル・フヴェはベルギー国王レオポルド2世とリトアニア貴族の娘の隠し子であるとの説を挙げた。一方、ベルギーの歴史家で作家のアンドレ・カステロは、レオポルド3世との対談や当時の書簡によってレオポルド1世の第1王女シャルロッテ・フォン・ベルギエンと男爵アルフレ・ファン・デ・スミッセンの子という説を挙げた。また、フランスのジャーナリストのドミニク・パオリは、父はファン・デ・スミッセンだが、母はメッテルニヒの娘メラニー・メッテルニヒ＝ジチであるという説を主張している。いずれにせよ、マキシム本人は生前ノーコメントを貫いた。